# 赤獵龍屬
赤獵龍屬（意為「紅色獵手」，指化石的顏色）是最早期的獸腳類恐龍之一，生存於晚三疊世的卡尼期至諾利期。已知唯一的化石來自左股骨近端，發現於巴西南里約格蘭州境內巴拉那盆地的坎德拉里亞層，其缺少突出的背外側轉子（dorsolateral trochanter）而有別於其他三疊紀的恐龍。模式種是雅庫伊赤獵龍（E. jacuiensis），種名則取自發現地附近的雅庫伊河。